# Borkowice (gmina)
Pour les articles homonymes, voir Borkowice.
Borkowice est une gmina rurale (gmina wiejska) de la powiat de Przysucha, dans la Voïvodie de Mazovie, dans le centre-est de la Pologne.
Son siège administratif (chef-lieu) est le village de Borkowice, qui se situe environ 7 kilomètres au sud-est de Przysucha (siège de la powiat) et 102 kilomètres au sud de Varsovie (capitale de la Pologne).
La gmina couvre une superficie de 86,06 km2 pour une population de 4 634 habitants en 2006.

## Histoire
De 1975 à 1998, la gmina est attachée administrativement à la voïvodie de Radom.

Depuis 1999, elle fait partie de la voïvodie de Mazovie.

## Géographie
La gmina inclut les villages et localités de :

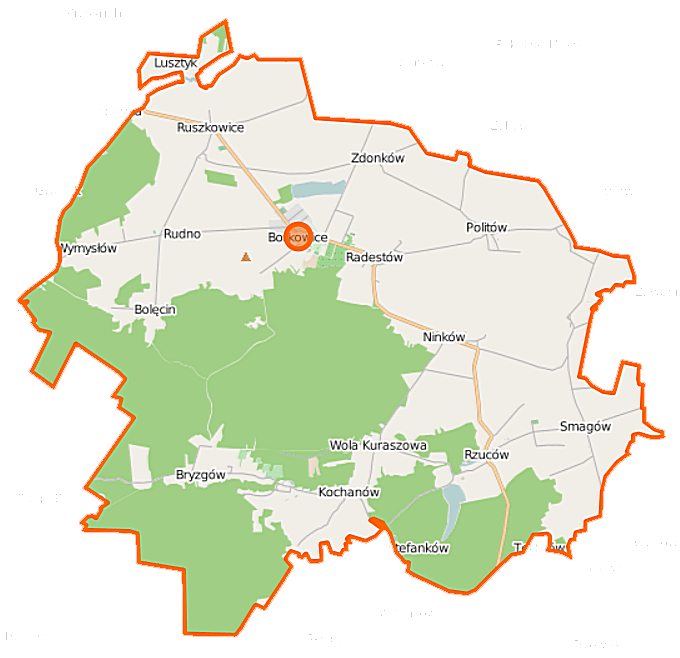
Plan de la gmina

- Bolęcin
- Borkowice
- Bryzgów
- Kochanów
- Ninków
- Niska Jabłonica
- Politów
- Radestów
- Rudno
- Ruszkowice
- Rzuców
- Smagów
- Wola Kuraszowa
- Wymysłów
- Zdonków

### Gminy voisines
La gmina de Borkowice est voisine des gminy suivantes :
- Chlewiska
- Przysucha
- Wieniawa

## Structure du terrain
D'après les données de 2002, la superficie de la commune de Borkowice est de 86,06 km2, répartis comme tel :
- terres agricoles : 57 %
- forêts : 37 %

La commune représente 10,75 % de la superficie du powiat.

## Démographie
Données du 30 juin 2004 :
| Description        | Total  | Total | Femmes | Femmes | Hommes | Hommes |
| ------------------ | ------ | ----- | ------ | ------ | ------ | ------ |
| Unité              | Nombre | %     | Nombre | %      | Nombre | %      |
| Population         | 4 683  | 100   | 2 324  | 49,6   | 2 359  | 50,4   |
| Densité (hab./km²) | 54,4   | 54,4  | 27     | 27     | 27,4   | 27,4   |